# Oranje granietmot
De oranje granietmot (Scoparia pyralella) is een vlinder uit de familie grasmotten (Crambidae).

## Herkenning
De oranje granietmot heeft een spanwijdte tussen de 17 en 20 millimeter. De voorvleugel heeft een wittige grondkleur met een zwaar bruin vlekkenpatroon of marmering met daarin witte lijnen. De vliegtijd is in juni. Volwassen vlinders rusten overdag vooral op de grond, maar worden soms ook op rotsen en boomstammen gevonden. Ze zijn overdag zeer makkelijk te verstoren en vliegen dan fel weg.

## Waardplant
Rupsen van oranje granietmot leven van ontbindend plantenmateriaal. Wellicht worden ook de wortels van jacobskruiskruid (Senecio jacobaea) als voedsel gebruikt. De rupsen hullen zich in een licht webje en zijn te vinden in april en mei.

## Verspreiding
De oranje granietmot komt verspreid over Europa voor. Het is in Nederland een vrij algemene vlinder die verspreid over het hele land gevonden wordt. Ook in België is de soort vrij algemeen, maar komt wat minder voor in het noorden.